# Peter To Rot
Blahoslavený Peter To Rot (5. března 1912, Nová Británie – 7. července 1945, tamtéž) byl papuánský římskokatolický laik a mučedník. Katolická církev jej uctívá jako blahoslaveného.

## Život
Narodil se 5. března 1912 ve vesnici (osadě) Rakunai na ostrově Nové Pomořansko (dnes Nová Británie) jako třetí ze šesti dětí náčelníka vesnice Angela Tu Puia a jeho manželky Marie Ia Tumul. Jeho rodiče roku 1898 konvertovali ke katolictví.
Jeho otec jej vyučoval v základech katechismu a roku 1919 jej poslal na místní misijní školu, i když vzdělání nebylo povinné. Jako mladý chlapec vynikal v lezení na stromy a sbírání ořechů. Roku 1930 požádal místní kněz otec Laufer Petrova otce, aby mohl Peter zahájit kněžská studia, což jeho otec nedovolil, a podal mu návrh, aby se stal katechetou. Stejného roku začal studovat na Saint Paul's College v Taliligap, kterou vedli Misionáři Nejsvětějšího Srdce Ježíšova. O tři roky později dokončil studium a s povolením biskupa se stal katechetou. Vrátil se do své vesnice, kde pomáhal otci Lauferovi. Byl vynikajícím učitelem a organizátorem tříd.
Dne 11. listopadu 1936 se oženil s Paulou Ia Varpit, se kterou měl tři děti. Jedno z nich zemřelo velmi brzy, jedno po válce a poslední se narodilo po Petrově smrti.
V březnu roku 1942 začali ostrov okupovat Japonci a jejich vojáci všechny misionáře internovali. Otec Laufer odešel z vesnice a Peter se stal aktivním vůdcem místní církevní komunity. Začal pečovat o chudé a nemocné a záleželo mu na lepší výchově konvertitů. Ke konci roku 1943 japonské úřady omezily bohoslužby a jiné církevní slavnosti a o několik měsíců později bylo křesťanství zcela zakázáno. Snažili o návrat původního náboženství a polygamie. Peter se nevzdával a vše konal v tajnosti. Křtil, byl přítomen a pomáhal na svatbách, vyučoval náboženství atd. Následně byl zničen místní kostel.
O Vánocích roku 1944 jej jeden pár nahlásil místním úřadům. Přišli za Petrem a při domovní prohlídce u něj našli náboženské předměty, proto byl zatknut. Po krutém výslechu a mučení byl několik měsíců vězněn. Dne 7. července 1945 řekl při návštěvě své ženy, že mu oznámili, že dnes mu lékař podá lék, což hned vzbudilo podezření že jej chtějí zabít. Petr požádal svou manželku, aby mu přinesla čisté oblečení a kříž, jelikož chtěl odejít k Bohu ve správném oblečení. Večer mu byla lékařem vnucena neznámá tekutina, kterou musel vypít a byla mu vpíchnuta injekce. Petrovi se ihned udělalo zle a lékař mu nakonec zacpal ústa a nos. Svědky této smrti bylo několik lidí. Druhý den byl prohlášen za mrtvého a příčinou smrti byla stanovena přirozená smrt. Jednalo se o zfalšování úmrtního listu. Poté byl pohřben ve své rodné vesnici.

## Proces blahořečení
Jeho proces blahořečení byl zahájen 14. ledna 1986 v arcidiecézi Rabaul.
Dne 2. dubna 1993 uznal papež sv. Jan Pavel II. jeho mučednictví. Blahořečen byl 17. ledna 1995 na Sir John Guise Stadium v Port Moresby papežem sv. Janem Pavlem II. během jeho návštěvy země. Dne 28. března 2025 podepsal papež František dekret, povolující jeho svatořečení bez potřebného zázraku na jeho přímluvu. Svatořečen pak bude dne 19. října 2025 na Svatopetrském náměstí papežem Lvem XIV.